# Diamantbaum

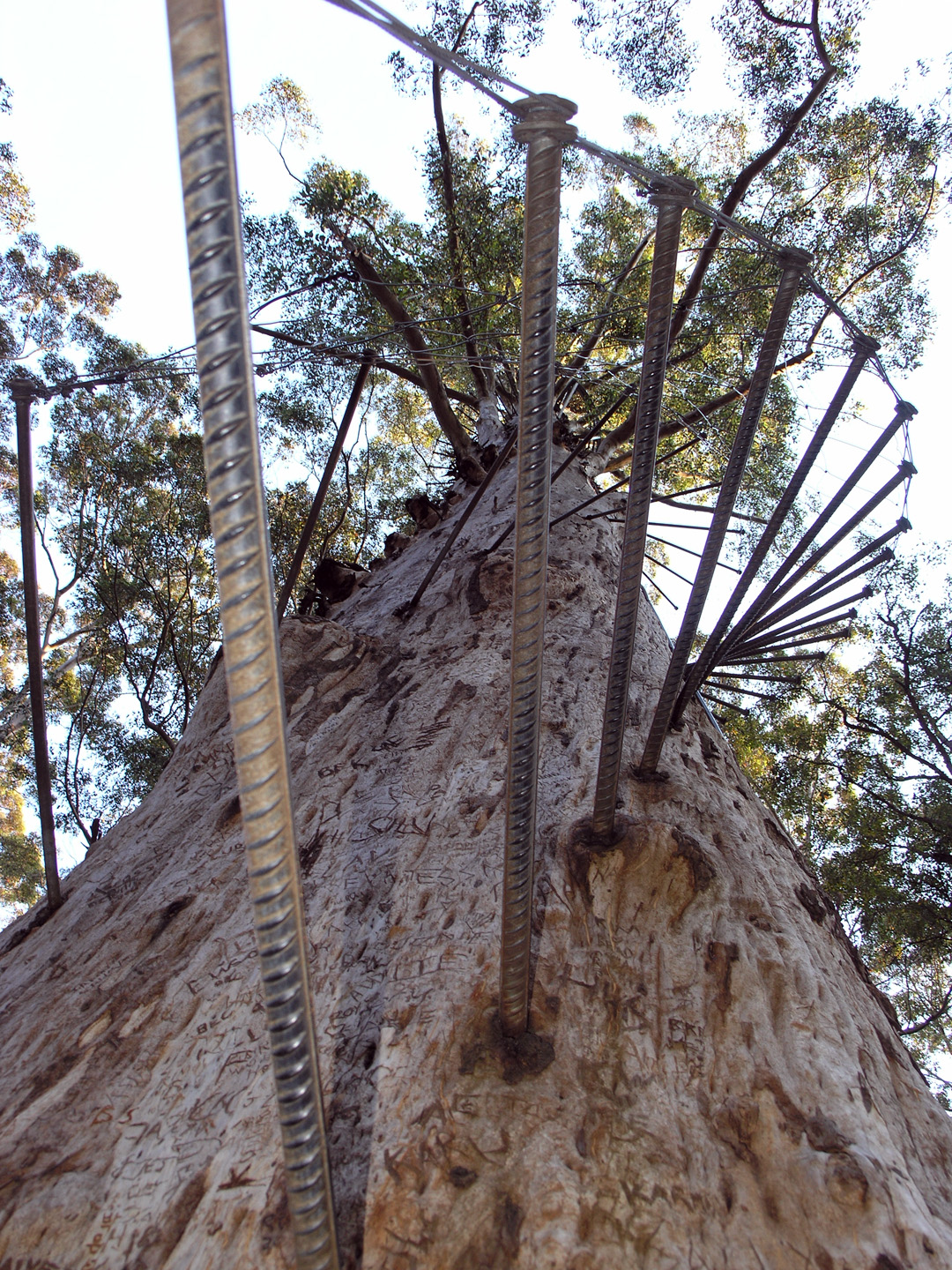
Der Diamantbaum.

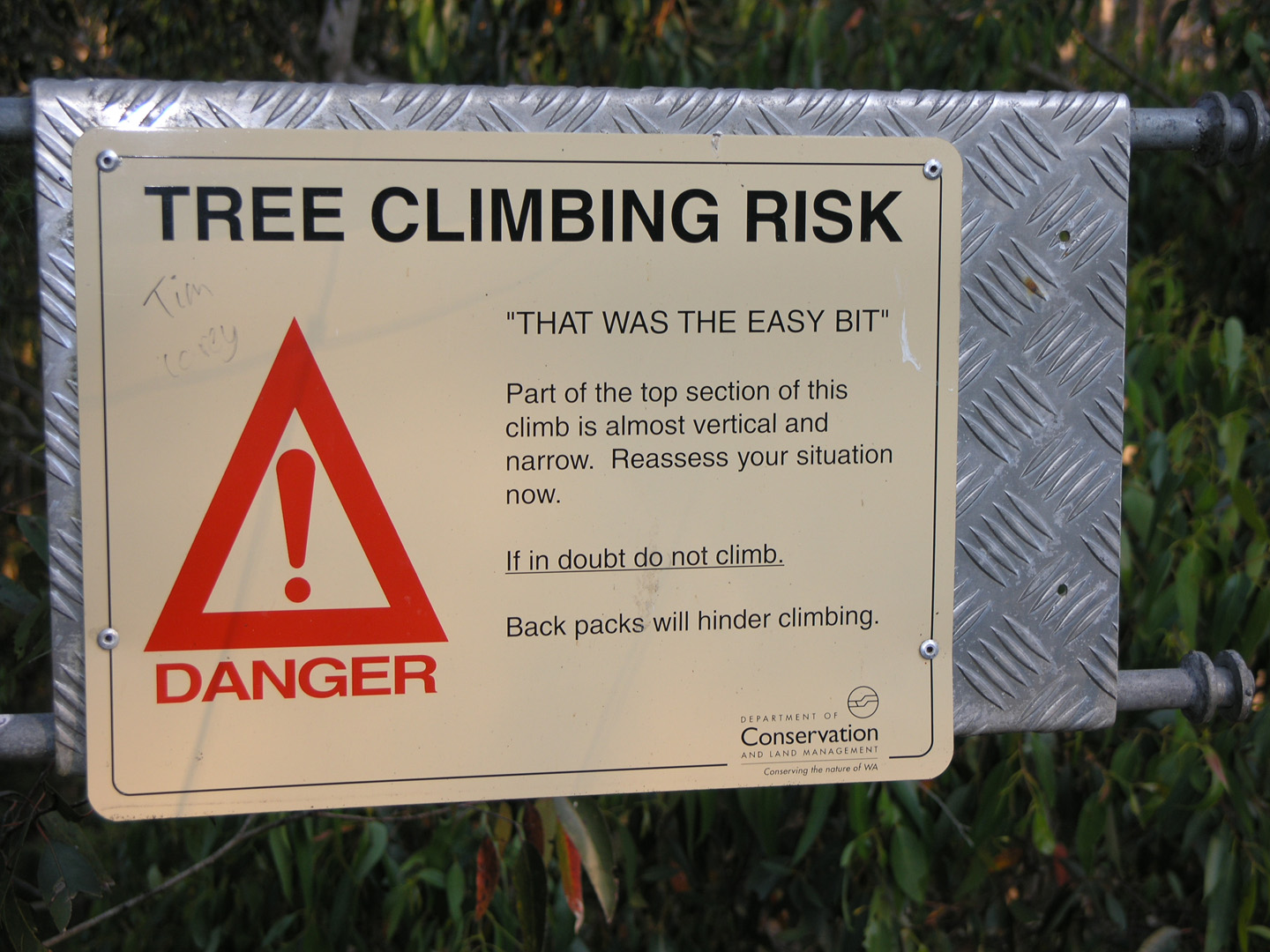
Warnschild nahe der Gipfelplattform des Diamantbaumes

Der Diamantbaum (engl. Diamond Tree) ist ein riesiger Karribaum 10 km südlich von Manjimup, Western Australia am South Western Highway. 
In 52 Meter Höhe befindet sich eine 1939 erbaute hölzerne Aussichtsplattform. Sie ist der älteste hölzerne Brandausguck, der heute noch in Gebrauch ist.
Der Diamantbaum ist einer der drei Kletterbäume in den Southern Forests und wurde von 1941 bis 1972 in jedem Sommer als Brandausguck benutzt. Der Turm wird noch durch das  Department of Environment & Conservation (DEC) benutzt, um die Luftüberwachung von Zeit zu Zeit zu unterstützen. Er ist 51 Meter hoch und ist für seinen spektakulären Blick über die Bäume bekannt.